# It's a Heartache
"It's a Heartache" é uma canção de que foi gravada separadamente por Bonnie Tyler e Juice Newton em 1977. A versão de Tyler estabeleceu-se no Reino Unido em novembro de 1977, e a de Newton estabeleceu-se no México em 1977, e ambas as versões estabeleceram-se nos Estados Unidos em 1978. A canção também foi gravada por Ronnie Spector das The Ronettes, em 1978, porém não obteve sucesso. A autoria é creditada a Ronnie Scott & Steve Wolfe, que se tornaram gerentes, compositores e produtores de Tyler quando a conheceram no País de Gales em 1976.
A versão da canção por Tyler, que foi produzida por David Mackay, provou ser a mais bem sucedida, alcançando a posição #4 no Reino Unido e #3 nos Estados Unidos, e #1 em vários países europeus e na Austrália. Com as vendas físicas superiores a 6 milhões de cópias, a versão de Tyler é um dos singles mais vendidos de todos os tempos. Muitas regravações foram produzidas por Tyler: como na versão em francês de 2004 com a cantora francesa Kareen Antonn no álbum de Tyler, Simply Believe, e na versão de 2005 do álbum Wings. Embora a versão de 2005 não obteve sucesso nas paradas, pois não foi lançada como single, a versão de 2004 atingiu o #12 na França na semana de lançamento.
O Cantor Britânico Rod Stewart também gravou uma versão dessa música em seu Álbum: Still the Same... Great Rock Classics of Our Time

## Paradas e certificações
| Parada (1977-1978)          | Melhor posição |
| --------------------------- | -------------- |
| França                      | 1              |
| Suécia                      | 1              |
| Noruega                     | 1              |
| Austrália                   | 1              |
| Nova Zelândia               | 1              |
| Canadian RPM Top Singles    | 1              |
| Canadian RPM Adult Oriented | 1              |
| Espanha                     | 1              |
| Finlândia                   | 1              |
| U.S Billboard Rock Singles  | 2              |
| Canadian RPM Country Tracks | 2              |
| Africa do Sul               | 2              |
| Alemanha                    | 2              |
| Suíça                       | 3              |
| Áustria                     | 3              |
| Países Baixos               | 3              |
| Irlanda                     | 3              |
| UK                          | 4              |
| U.S. Billboard Hot 100      | 3              |
| U.S. Billboard Country      | 10             |
| U.S. Billboard AC           | 10             |

| País                  | Certificação | Vendas certificadas |
| --------------------- | ------------ | ------------------- |
| Canada (Music Canada) | Ouro         | 75,000              |
| França (SNEP)         | Platina      | 1,107,000           |
| Reino Unido (BPI)     | 2x Platina   | 500,000             |
| Estados Unidos (RIAA) | Platina      | 1,000,000           |

### Juice Newton
| Parada (1978)            | Melhor posição |
| ------------------------ | -------------- |
| U.S. Billboard Hot 100   | 86             |
| Canadian RPM Top Singles | 91             |

### Dave & Sugar
| Parada (1982)                      | Melhor posição |
| ---------------------------------- | -------------- |
| U.S. Billboard Hot Country Singles | 32             |
| Canadian RPM Country Tracks        | 37             |

### Trick Pony
| Parada (2005)                                | Melhor posição |
| -------------------------------------------- | -------------- |
| Estados Unidos (Billboard Hot Country Songs) | 22             |